# MG Boys Maglificio-Technogym
La MG Boys Maglificio-Technogym, nota in precedenza come GB-MG Maglificio, era una squadra maschile italiana di ciclismo su strada, attiva nel professionismo dal 1992 al 1997.
La squadra è stata una delle più vittoriose negli anni 1990, potendo vantare in palmarès, in sei stagioni di attività, 20 frazioni del Giro d'Italia, 8 del Tour de France, due Giri delle Fiandre, due Liegi-Bastogne-Liegi e una Coppa del mondo.

## Storia

### GB-MG Boys Maglificio
La squadra nasce nel 1992 a seguito di una fusione tra il team belga Tonton Tapis-GB, diretto da Roger De Vlaeminck, e l'italiana Del Tongo-MG Boys Maglificio, guidata dai direttori sportivi Paolo Abetoni ed Enrico Paolini. Primo sponsor diventa la catena belga di supermercati GB, supportato da MG Boys, maglificio di Montebelluna, e dal marchio di biciclette Bianchi. La rosa della prima stagione è composta in gran parte dal nucleo della Del Tongo, comprendente corridori come Fabio Baldato, Franco Ballerini, Mario Cipollini e Franco Chioccioli (vincitore del Giro d'Italia 1991), più alcuni corridori della Tonton Tapis come Patrick Jacobs e il neoprofessionista Davide Rebellin. I principali risultati arrivano da parte del velocista Cipollini, trionfatore alla Gand-Wevelgem e in quattro tappe del Giro d'Italia, e da Chioccioli, terzo al Giro.

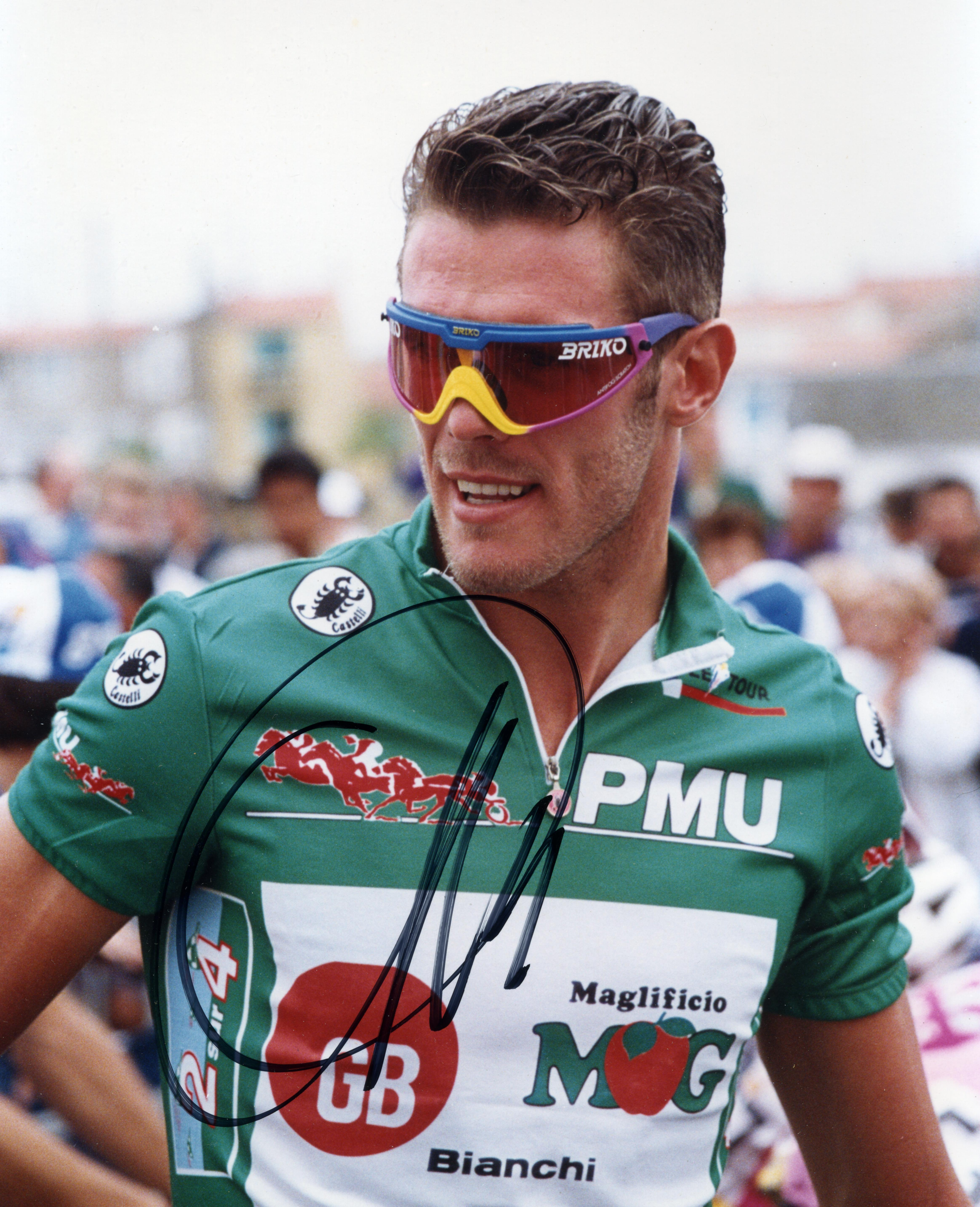
Mario Cipollini in maglia verde GB al Tour de France 1993

Nel 1993 viene messo sotto contratto Johan Museeuw, specialista delle corse di un giorno e già vincitore del Campionato di Zurigo 1991; il belga ottiene nello stesso anno importanti vittorie al Giro delle Fiandre e alla Parigi-Tours. Fabio Baldato vince tre tappe al Giro d'Italia, mentre il polacco Zenon Jaskuła è terzo al Tour de France, con il team vincitore della cronometro a squadre. Nella stagione successiva arrivano diversi elementi della disciolta Ariostea, come Alberto Elli, Pascal Richard, Rolf Järmann e il direttore sportivo Giancarlo Ferretti, mentre danno l'addio Cipollini, Poli e Chioccioli, che passano alla Mercatone Uno, e Ballerini, alla Mapei-CLAS. Museeuw si mette ancora in luce nelle classiche di primavera, vincendo l'Amstel Gold Race e salendo sul podio al Giro delle Fiandre e alla Gand-Wevelgem, mentre Richard trionfa al Tour de Romandie e al Tour de Suisse; la formazione si aggiudica inoltre per il secondo anno consecutivo la cronometro a squadre al Tour de France.

### MG Boys Maglificio-Technogym
Nel 1995 l'azienda belga GB lascia la squadra per fare da secondo sponsor alla Mapei: con la GB passano alla Mapei il direttore Patrick Lefevere, lo stesso Museeuw e tre suoi gregari. MG Boys Maglificio diventa sponsor principale, supportata dalla Technogym, azienda cesenate operante nel settore delle attrezzature per fitness. In squadra l'unica novità è il trentunenne Gianni Bugno, che in quell'annata fa suo il Giro del Mediterraneo e alcune classiche italiane; Pascal Richard vince invece due tappe al Giro d'Italia chiudendo tredicesimo nella generale.
L'anno seguente arriva in squadra dalla Mercatone Uno il ventiseienne Michele Bartoli, quarto nella Coppa del mondo dell'anno precedente. Il toscano ottiene un importante successo vincendo il Giro delle Fiandre, e Pascal Richard fa il bis per la MG trionfando nella Liegi-Bastogne-Liegi. Il team vince inoltre tre tappe al Giro d'Italia, due al Tour de France e tre alla Vuelta a España, e lo stesso Richard, anche se con la maglia della Svizzera, si laurea campione olimpico ai Giochi di Atlanta.
Nel 1997 esordiscono nel professionismo i giovani Paolo Bettini e Matteo Tosatto; Bartoli consegue il titolo più rilevante, vincendo la Coppa del mondo dopo aver fatto sua la Liegi-Bastogne-Liegi e aver ottenuto piazzamenti nei primi dieci in diverse gare del calendario. Il 5 giugno dello stesso anno, durante il Giro d'Italia, il Nucleo anti-sofisticazione dei Carabinieri perquisisce l'albergo di Carano dove la squadra è alloggiata, trovando ingenti quantità di sostanze anabolizzanti, tra cui EPO, nella stanza del massaggiatore Luigi Sarti e nel camion della squadra, e fogli con annotazioni di dosi assunte da otto ciclisti in quella del medico Carlo Giammattei. La squadra continua comunque la corsa. Dalle dichiarazioni a verbale dello stesso Sarti risulterà in seguito che erano gli stessi corridori a somministrarsi le sostanze: Ferretti verrà sospeso un mese dalla commissione disciplinare della Federciclismo italiana, Sarti per nove.
A novembre la MG Boys Maglificio abbandona la sponsorizzazione a Ferretti anche a seguito dello scandalo al Giro, e la squadra si scioglie; parte dell'organico va a confluire nella Riso Scotti-MG Boys Maglificio, la neonata squadra diretta da Emanuele Bombini: alcuni come Stefano Casagranda e Fabio Baldato proseguono l'attività nel nuovo team, mentre altri come Bettini e Bartoli vengono messi sotto contratto dall'Asics-C.G.A. di Davide Boifava.

## Cronistoria

### Annuario
| Anno | Codice | Nome                                    | Cat. | Biciclette   | Dirigenza                                                                           |
| ---- | ------ | --------------------------------------- | ---- | ------------ | ----------------------------------------------------------------------------------- |
| 1992 | GBM    | GB-MG Boys Maglificio-Bianchi           | -    | Bianchi      | Dir. sportivi: Paolo Abetoni, Roger De Vlaeminck, Patrick Lefevere, Enrico Paolini  |
| 1993 | GBM    | GB-MG Boys Maglificio-Bianchi           | -    | Bianchi      | Dir. sportivi: Paolo Abetoni, Patrick Lefevere, Enrico Paolini, Serge Parsani       |
| 1994 | GBM    | GB-MG Boys Maglificio-Technogym-Bianchi | -    | Bianchi      | Dir. sportivi: Giancarlo Ferretti, Patrick Lefevere, Serge Parsani, Oscar Pirazzini |
| 1995 | MAG    | MG Boys Maglificio-Technogym            | -    | Fausto Coppi | Manager: Giancarlo Ferretti Dir. sportivi: Serge Parsani, Oscar Pirazzini           |
| 1996 | MAG    | MG Boys Maglificio-Technogym            | GSI  | Fausto Coppi | Manager: Giancarlo Ferretti Dir. sportivi: Serge Parsani, Oscar Pirazzini           |
| 1997 | MAG    | MG Boys Maglificio-Technogym            | GSI  | Fausto Coppi | Manager: Giancarlo Ferretti Dir. sportivi: Serge Parsani, Oscar Pirazzini           |

### Classifiche UCI
| Anno | Classifica | Pos. | Migliore cl. individuale |
| ---- | ---------- | ---- | ------------------------ |
| 1995 | -          | 3º   | Pascal Richard (11º)     |
| 1996 | -          | 3º   | Michele Bartoli (5º)     |
| 1997 | -          | 14º  | Michele Bartoli (3º)     |

## Palmarès

### Grandi Giri
- Giro d'Italia

Partecipazioni: 6 (1992, 1993, 1994, 1995, 1996, 1997)
Vittorie di tappa: 20
1992: 7 (4 Cipollini, 2 Vona, 1 Chioccioli)
1993: 3 (3 Fabio Baldato)
1994: 3 (Saligari, Sciandri, Richard)
1995: 3 (2 Pascal Richard, Rolf Sørensen)
1996: 3 (Fabiano Fontanelli, Richard, Bugno)
1997: 1 (Fontanelli)
Vittorie finali: 0
Altre classifiche: 2
1992: Punti (Mario Cipollini)
1994: Scalatori (Pascal Richard)
- Tour de France

Partecipazioni: 6 (1992, 1993, 1994, 1995, 1996, 1997)
Vittorie di tappa: 10
1992: 1 (Franco Chioccioli)
1993: 3 (Cipollini, Jaskuła, cronosquadre)
1994: 2 (Rolf Sørensen, cronosquadre)
1995: 2 (Fabio Baldato, Maximilian Sciandri)
1996: 2 (Pascal Richard, Fabio Baldato)
Vittorie finali: 0
Altre classifiche: 0
- Vuelta a España

Partecipazioni: 2 (1992, 1996)
Vittorie di tappa: 3
1996: 3 (2 Fabio Baldato, Gianni Bugno)
Vittorie finali: 0
Altre classifiche: 0

### Classiche monumento
- Giro delle Fiandre: 2

1993 (Johan Museeuw); 1996 (Michele Bartoli)
- Liegi-Bastogne-Liegi: 2

1996 (Pascal Richard); 1997 (Michele Bartoli)

### Campionati nazionali
- Campionati italiani: 1

In linea: 1995 (Gianni Bugno)